# Dorfkirche Heteborn
Die Dorfkirche Heteborn ist die Kirche im Ort Heteborn der Gemeinde Selke-Aue in Sachsen-Anhalt. Die Kirche wurde 1715 erbaut.

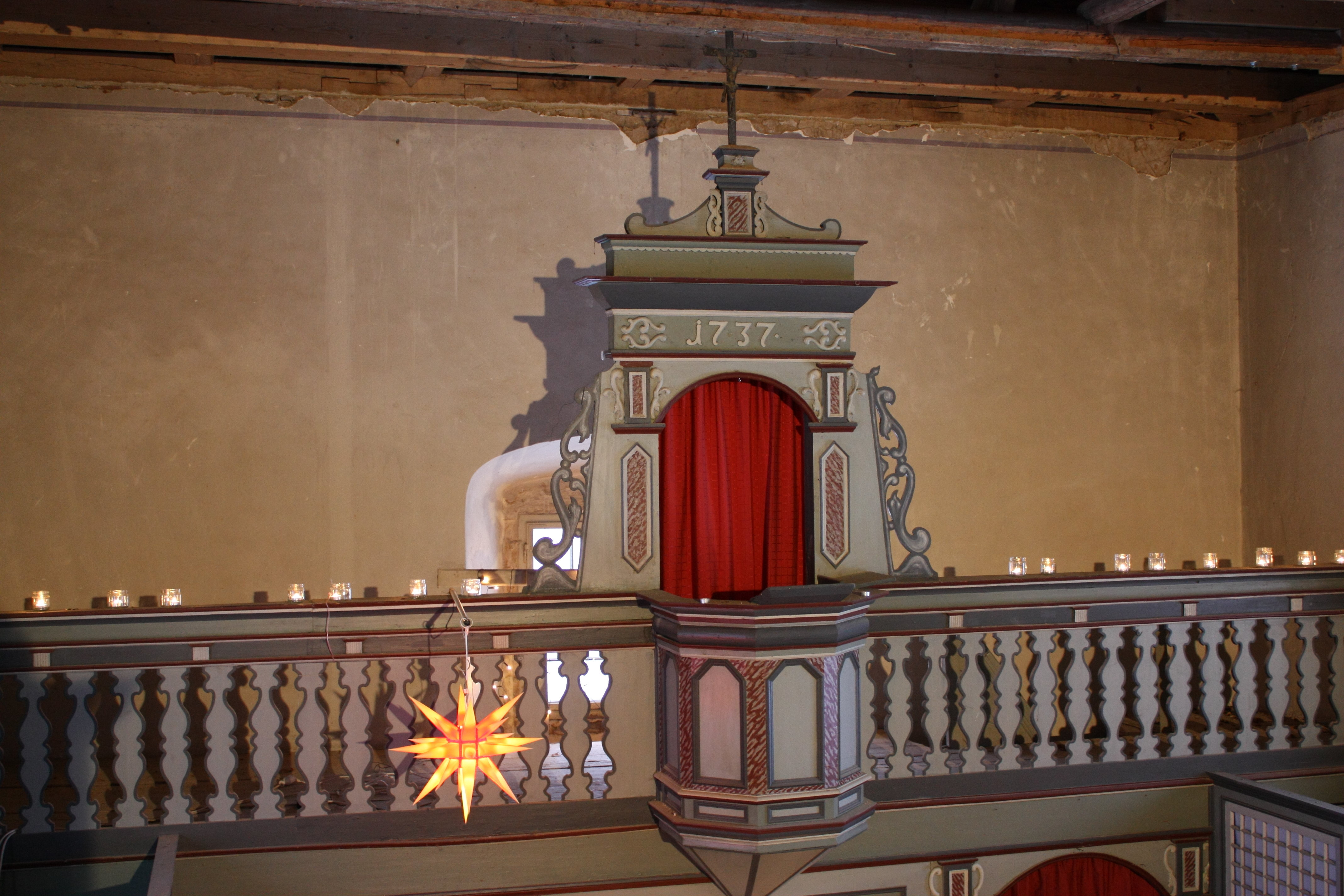
Die vermutlich 1737 erbaute Kanzel der Dorfkirche während des Weihnachtsgottesdienstes 2010

## Geschichte
Aus der Leuckfeldschen Chronik (1509) geht hervor, dass Papst Julius die Kirche in Heteborn erwähnte. Bereits vorher habe am selben Platz eine Kirche gestanden. Die Kirche wurde 1636 bei einem Brand und Plünderung des Ortes vollständig zerstört. Der Dompropst zu Halberstadt sagte 1714 einen Neubau zu, der bereits im folgenden Jahr vollendet wurde. Geldgeber waren dabei „die königliche Majestät, das herzoglich-magdeburgischen- und halberstädtischen Fürstenhause“. Der ursprüngliche Altar, ein Geschenk der Neustädter Kirche zu Quedlinburg (heute Nikolaikirche) wurde jedoch anderweitig eingebaut, der Ursprung des Heteborner Altars ist nicht ganz geklärt. Die Weihe fand am Sonntag nach Trinitatis durch Pastor Lankfeld (Gröningen) statt.
Der Kirchturm erhielt mehrmals neue Glocken: zunächst wurde 1715 eine Glocke einer anderen Kirche verwendet, 1741 und 1795 folgten daraufhin neu gegossene Glocken. 1829 wurde eine Glocke restauriert, die zweite kleinere Glocke musste im Ersten Weltkrieg abgegeben werden. Die verbliebene Glocke wurde 1927 durch eine neue ersetzt. Diese auch heute noch vorhandene Glocke trägt die Inschrift Du ließest spendend mich entstehen, dafür nun ruf ich Dich, ins ewige Leben einzugehen.
Die Kirchturmuhr, welche 1844 nochmals restauriert wurde, wurde 1912 ersetzt.
Für die Gottesdienste außerhalb der Sommerzeit steht eine Winterkirche mit elektrische Heizung (1984 eingebaut) unterhalb der Orgel zur Verfügung. Dieser Raum wurde mit Spendenmitteln der Partnergemeinde Bad Wildungen finanziert.
Nachdem 1984 das Kirchendach neu gedeckt wurde, wurde eine vollständige Sanierung des Dachstuhls und des Kirchendachs nötig. Mit den Arbeiten wurde 2008 begonnen, da hierfür nur Spenden zur Verfügung stehen, ruhte nach der Sanierung des Dachstuhls die weitere Arbeit und wurden 2012 fortgesetzt. 2013 konnte die Zwischendecke wieder eingezogen werden. Im darauffolgenden Jahr wurde der Glockenturm erneuert. 2014 erklang nach vielen Jahren erstmals wieder die Orgel. Das Jahr der Fertigstellung ist derzeit noch nicht absehbar.

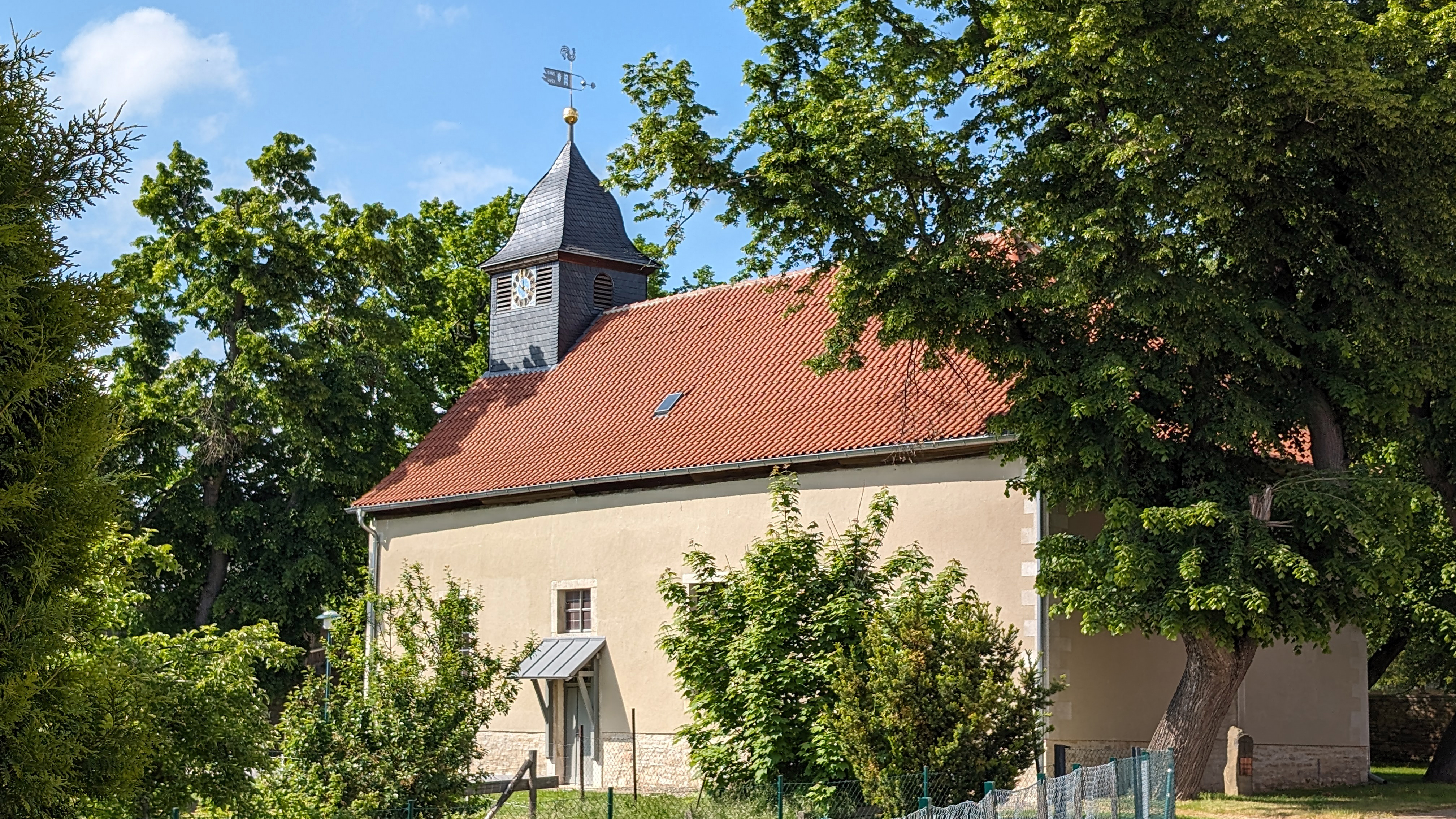
Dorfkirche Heteborn

## Ausstattung
Die Kanzel, der Beichtstuhl sowie der Amtsstuhl sind in Gröningen gefertigt, die Jahreszahl 1737 über der mittig oberhalb des Altars gelegenen Kanzel deutet auf die Herstellung hin.

### Orgel

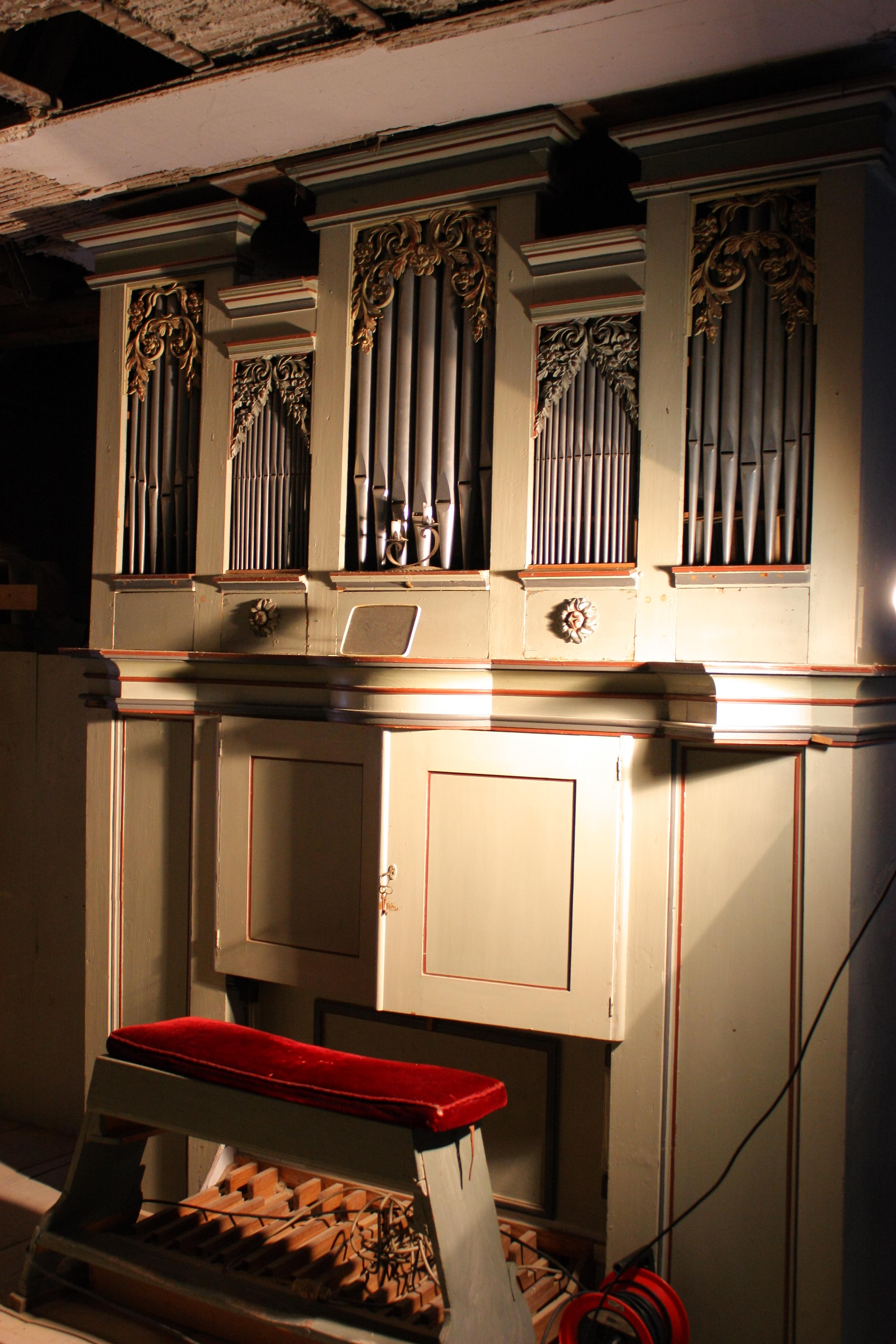
Orgel der Kirche, während der Dachsanierung ist sie jedoch nicht spielbar

1848 wurde die damalige Orgel vollständig ersetzt. Es kam eine gebrauchte Orgel der Firma Adolf Reubke in die Kirche, welche über 10 Stimmen (2 im Pedal, 8 im einzigen Manual) und eine Pedal-Manual-Koppel verfügt. Zwei Blasebälge sorgen für den nötigen Wind. Ein Register wurde nachträglich ausgebaut, ein weiteres Register ist nicht verfügbar.
Mit der Sanierung wurde Anfang der 2010er Jahre die Orgel demontiert. 2014 konnte nach Abschluss der Dacharbeiten die Orgel neu aufgebaut werden. Dabei wurden zahlreiche Pfeifen ersetzt, ein neuer Motor eingebaut, das Pedal vollständig erneuert und eine LED-Beleuchtung eingebaut. Während am 16. August 2014 die Orgel das erste Mal gottesdienstlich spielte, fand am 14. September 2014 die offizielle Übergabe im Beisein des Dingelstädter Orgelbauers statt.
Die Disposition lautet wie folgt:
| Hauptwerk cD–c3 |       |
| Gedackt         | 8′    |
| Quintade        | 8′    |
| Gemshorn        | 4′    |
| Mixtur          | 1 ⁄3′ |
| Quinte          | 2 ⁄3′ |
| Schwiegel       | 2′    |

| Pedal C–c1 |     |
| Oktavb.    | 8′  |
| Superbass  | 16′ |

- Koppeln:
  - Normalkoppeln: I/P.

### Glocken

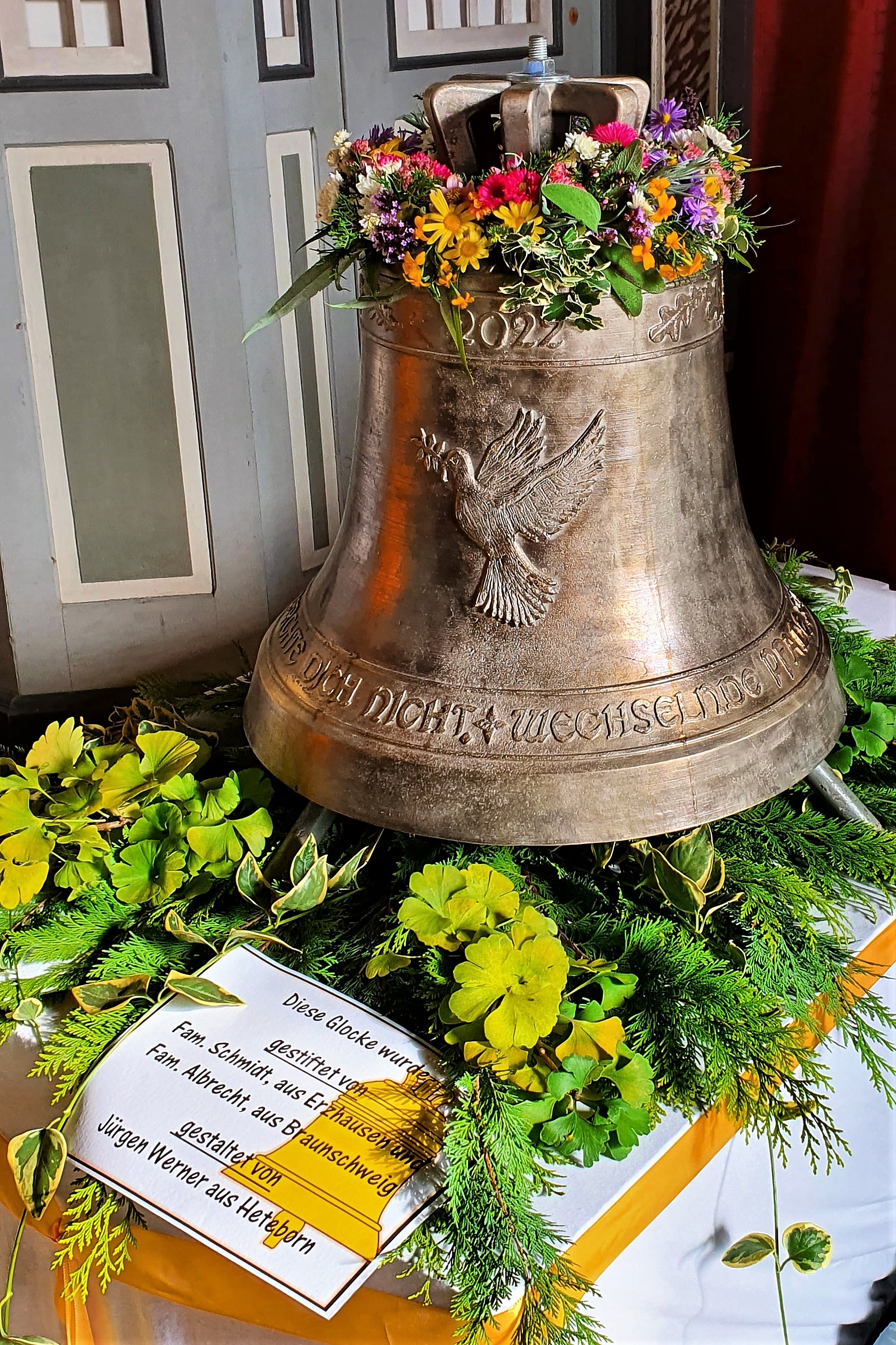
Die zweite Glocke am 16. August 2022

Die Dorfkirche Heteborn hat eine Glocke, welche mit mechanischem Seilzug in Verbindung mit der Uhr den Halbstunden- und Stundenschlag ausführt. Geläutet wird sie per Hand.
Eine zweite Glocke wurde 1917 für Kriegszwecke eingeschmolzen. Der 1922 gestellte Antrag auf eine neue zweite Glocke wurde 2022 ausgeführt. Die von der Glockengießerei Rincker in Sinn gegossene Bronzeglocke mit einem Durchmesser von 567 mm und einem Gewicht von 108 kg wurde am 16. Oktober 2022 von Superintendent Schilling und Pfarrerin Entschel gewidmet und soll Weihnachten 2022 das erste Mal wieder klingen. Die Glockenschulter ziert neben dem Ortsnamen, der Jahreszahl 2022 auch Eichenblätter in Verbindung zum Hakel. Die Symboliken der Flanke enthalten einen Apfelbaum in Kreuzesform sowie eine Friedenstaube. Auf dem Wolm ist der Spruch: „Wechselnde Pfade, Schatten und Licht - alles ist Gnade, fürchte dich nicht!“ zu lesen. Die Glocke wurde vom ehemaligen Hederslebener Schulleiter und ortsansässigen Kunstlehrer Jürgen Werner gestaltet. Sie erhielt den Namen Patrona.

## Nutzung
Durch das evangelische Kirchspiel Bode-Selke-Aue wird etwa alle zwei Monate Gottesdienst gehalten, die zuständige katholische Pfarrei (Quedlinburg) nutzt die Kirche derzeit nicht.
Für Beerdigungen steht auf dem Friedhof am Ortsrand eine Kapelle zur Verfügung.